# Massacre em shopping de Copenhague em 2022

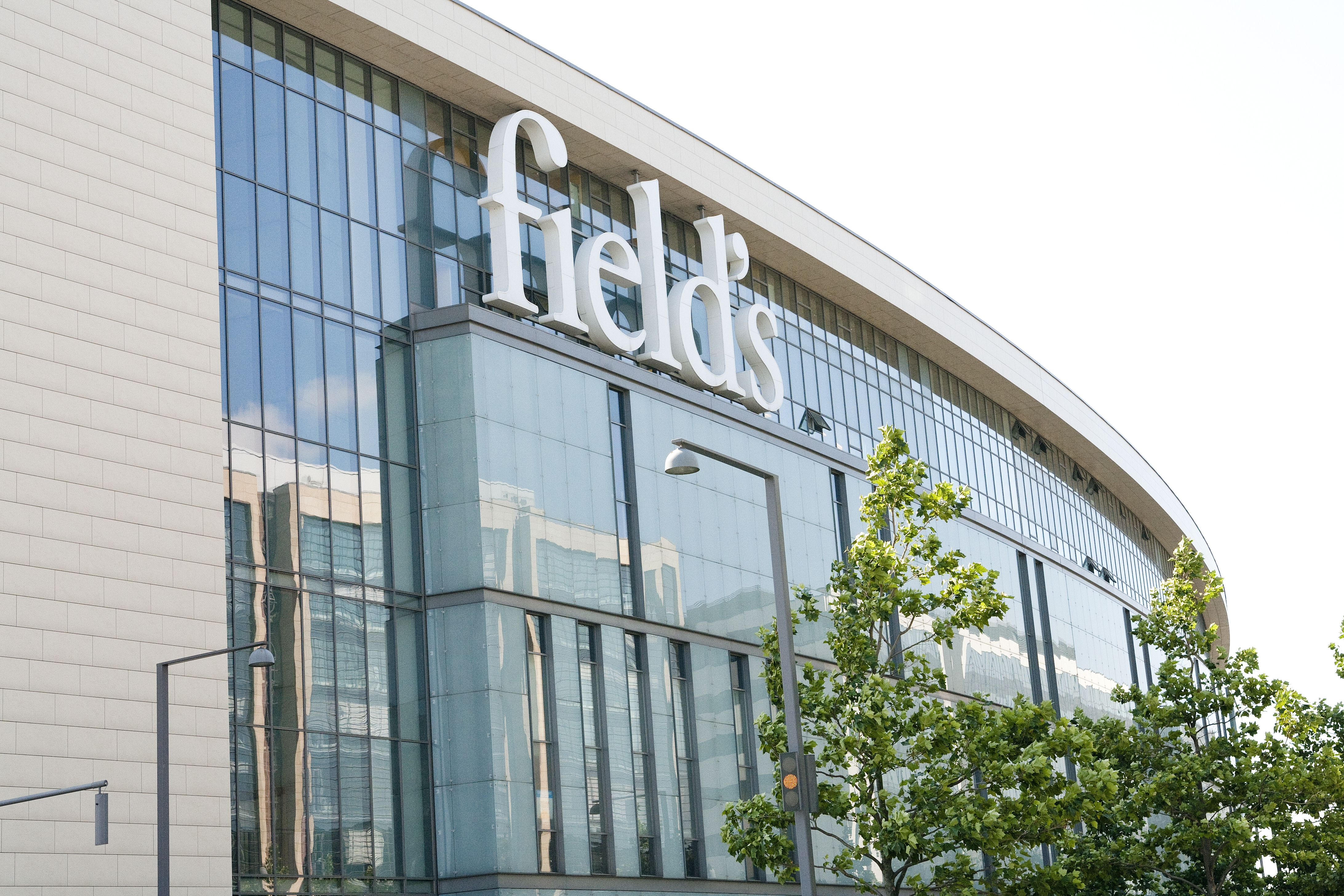

Em 3 de julho de 2022, várias pessoas foram baleadas e feridas no shopping Field's, em Copenhague. As estradas circundantes foram bloqueadas pela polícia, que recebeu um relatório de um tiroteio no Field's às 17h36, e uma pessoa foi presa pela Polícia de Copenhague. Um mínimo de três pessoas são tratadas no centro de trauma do Rigshospitalet após o episódio do tiroteio. No mesmo dia, Harry Styles fez um show no Royal Arena, que fica bem próximo ao Field's. Embora tenha sido anunciado pela primeira vez que o show continuaria a ser realizado, mais tarde foi anunciado pelos guardas da Royal Arena que o show seria cancelado.

## Reações
Harry Styles escreveu no Snapchat no mesmo dia que ele e sua equipe "rezaram" por todos os envolvidos no tiroteio. Devido ao drama de filmagem, uma recepção no Royal Ship Dannebrog no porto de Sønderborg, por ocasião do Tour de France, foi cancelada. No navio, o príncipe herdeiro Frederik deveria dar uma recepção em conexão com o fim da entrada do Tour de France na Dinamarca. Por meio de sua conta oficial no Twitter, o Tour de France enviou suas condolências às vítimas e suas famílias.